# Dorothée Becker
Dorothée Becker, también conocida como Dorothée Maurer- Becker (Aschaffenburg, 30 de marzo de 1938 –¿ 29 de marzo de 2023)  fue una diseñadora alemana, especializada en objetos y mobiliario cotidianos representativos de los años 60.

## Biografía y obra
La familia de su madre dirigía una carnicería, y su padre una tienda. Estudió idiomas en Fráncfort y Múnich. Tras estancias en Londres y París, se trasladó a California en 1960, y posteriormente regresó a Alemania en 1963, en compañía de su marido el diseñador Ingo Maurer, del que se divorció años más tarde. Era autodidacta en materia artística. Tras trabajar en el diseño de muebles, abrió un establecimiento propio de diseño de mobiliario y accesorios en Múnich.

### El Uten-Silo
En 1969 diseñó un mueble de colgar en pared, para organizar y colocar en orden y a mano objetos pequeños. Le dio el nombre de Uten. Silo, que alude a su uso como silo o lugar donde colocar y mantener ordenados objetos comunes de uso diario. En 2020 el diseño fue incluido entre los mejores diseños de objetos cotidianos y considerado como uno de los más famosos de finales de los años 60.
El primer prototipo era en madera y se basaba en criterios de la pedagoga María Montessori, en sus ideas de simplicidad, juego y practicidad. Finalmente se construyó en plástico, y se componía de pequeños departamentos, repisas y nichos en una única plancha, en diversos colores. Era novedoso en su forma práctica de acercarse a los aspectos cotidianos domésticos, a los que hasta entonces apenas se prestaba atención en el diseño.
Un año más tarde realizó una segunda versión. Se presentó por primera vez en la Feria de Fráncfort, la feria de muestras de Fráncfort, en 1969. En 1973 tras las crisis del petróleo, al estar realizado en plástico dejó de fabricarse, hasta que nuevamente fue redescubierto y después de 2001 se siguió produciendo por Vitra Desing Museum con gran éxito, fabricado en colores brillantes como negro, blanco, naranja y rojo.

### Otros diseños
Para la firma de diseño Design M (más tardes Ingo Maurer GmbH) Becker realizó otros diseños, como la lámpara Perspex, lámpara Pollux, productos y jarrones de cerámica y otros elementos.
En Múnich-Schwabing abrió tienda propia en los años 70 en la que ofrecía diseños de mobiliario práctico y diseños propios. Entre ellos, modelos, muebles y patrones realizados en linóleo, textiles, alfombras y diversos materiales. Ella misma producía las mismas piezas en su empresa hasta 1989. Su lema era “práctico y hermoso”, basándose en un tipo de diseño y estilo útil, sencillo y con gran sentido estético, aún considerado novedoso en esas décadas.